# Symphyllophyton
Symphyllophyton är ett släkte av gentianaväxter. Symphyllophyton ingår i familjen gentianaväxter.
Kladogram enligt Catalogue of Life:
| Symphyllophyton | \| \| Symphyllophyton campos-portoi \| \| \| \| \| \| Symphyllophyton caprifolioides \| \| \| \| |
|                 | \| \| Symphyllophyton campos-portoi \| \| \| \| \| \| Symphyllophyton caprifolioides \| \| \| \| |
|                 | Symphyllophyton campos-portoi                                                                    |
|                 |                                                                                                  |
|                 | Symphyllophyton caprifolioides                                                                   |
|                 |                                                                                                  |